# Prelatura territorial de Klaipėda
La prelatura territorial de Klaipėda (en latín: Praelatura Territorialis Klaipedensis y en alemán: Prälatur Memel) fue una circunscripción eclesiástica de la Iglesia católica en Lituania. Se trataba de una prelatura territorial latina, inmediatamente sujeta a la Santa Sede. Fue suprimida el 24 de diciembre de 1991. 

## Territorio y organización
La prelatura territorial tenía 2657 km² y extendía su jurisdicción sobre los fieles católicos de rito latino residentes en el Territorio de Memel (llamado región de Klaipėda por Lituania). Se corresponde con parte de la actual provincia de Klaipėda (municipios de Klaipėda y Neringa y distritos de Klaipėda, Šilutė y Kretinga); y parte de la provincia de Tauragė (municipio de Pagėgiai y distritos de Tauragė y Jurbarkas). Hoy su territorio es parte de la diócesis de Telšiai.
La sede de la prelatura territorial se encontraba en la ciudad de Klaipėda, en donde se halla la Catedral de Nuestra Señora Reina de la Paz (hoy perteneciente a la diócesis de Telšiai).
En 1990 en la prelatura territorial existían 14 parroquias.

## Historia
El Territorio de Memel (en alemán: Memelland o Memelgebiet), mayormente luterano, fue definido en el Tratado de Versalles en 1920 y se refiere a la parte más septentrional de la provincia alemana de Prusia Oriental, cuando bajo el nombre de Memelland fue puesta bajo la administración de la Conferencia de Embajadores de la Entente. El Territorio de Memel, junto con otras zonas escindidas de Alemania (el Sarre y la Ciudad Libre de Dánzig), permanecerían bajo el control de la Sociedad de las Naciones hasta el eventual momento en que estas comunidades votasen por su reintegración a Alemania o no. El 9 de enero de 1923 Lituania ocupó el Territorio de Memel y el 8 de mayo de 1924 en la Convención de Klaipėda la Conferencia de Embajadores aceptó la ocupación como un territorio autónoma de Lituania: la región de Klaipėda. Alemania también lo reconoció el 29 de enero de 1928.
La prelatura territorial de Klaipėda fue erigida el 4 de abril de 1926 mediante la bula Lituanorum gente del papa Pío XI, tomando su territorio (4 parroquias) de la diócesis de Varmia (hoy arquidiócesis).
Tras la ocupación nazi, el 23 de marzo de 1939 el territorio fue anexado al Tercer Reich. El 28 de enero de 1945 fue ocupado por el Ejército Rojo y luego anexado a la República Socialista Soviética de Lituania.
La prelatura siempre fue administrada por los obispos de Telšiai, a excepción del período de la Segunda Guerra Mundial, cuando el administrador apostólico era el obispo de Varmia.
Luego de que el 6 de septiembre de 1991 la Unión Soviética reconociera la independencia de Lituania, la prelatura territorial fue suprimida el 24 de diciembre de 1991 mediante la bula Peculiares ob rerum del papa Juan Pablo II y su territorio fue anexado a la diócesis de Telšiai. De acuerdo al Anuario Pontificio, el obispo de Telšiai pasó a llevar el título adicional de prelado de Klaipėda.

## Estadísticas
Según el Anuario Pontificio 1991 la prelatura territorial tenía a fines de 1990 un total de 120 000 fieles bautizados.
| Año                                                                             | Población            | Población | Población      | Sacerdotes | Sacerdotes    | Sacerdotes    | Bautizados por sacerdote | Diáconos permanentes | Religiosos | Religiosos | Parroquias |
| Año                                                                             | Bautizados católicos | Total     | % de católicos | Total      | Clero secular | Clero regular | Bautizados por sacerdote | Diáconos permanentes | Varones    | Mujeres    | Parroquias |
| ------------------------------------------------------------------------------- | -------------------- | --------- | -------------- | ---------- | ------------- | ------------- | ------------------------ | -------------------- | ---------- | ---------- | ---------- |
| 1970                                                                            |                      |           |                | 14         | 14            |               |                          |                      |            |            | 11         |
| 1980                                                                            | 120 000              |           |                | 12         | 12            |               | 10 000                   |                      |            |            | 11         |
| 1990                                                                            | 120 000              |           |                | 12         | 12            |               | 10 000                   |                      |            |            | 14         |
| Fuente: Catholic-Hierarchy, que a su vez toma los datos del Anuario Pontificio. |                      |           |                |            |               |               |                          |                      |            |            |            |

## Episcopologio
- Justinas Staugaitis † (5 de abril de 1926-1939 renunció)
  - Maximilian Josef Johannes Kaller † (10 de junio de 1939-7 de julio de 1947 falleció) (administrador apostólico)
- Petras Mazelis † (20 de diciembre de 1949-21 de mayo de 1966 falleció)
- Juozapas Pletkus † (8 de noviembre de 1967-29 de septiembre de 1975 falleció)
  - Sede vacante (1975-1991)
  - Antanas Vaičius † (5 de julio de 1982-4 de diciembre de 1991) (administrador apostólico)